# Jüdischer Friedhof Mühringen

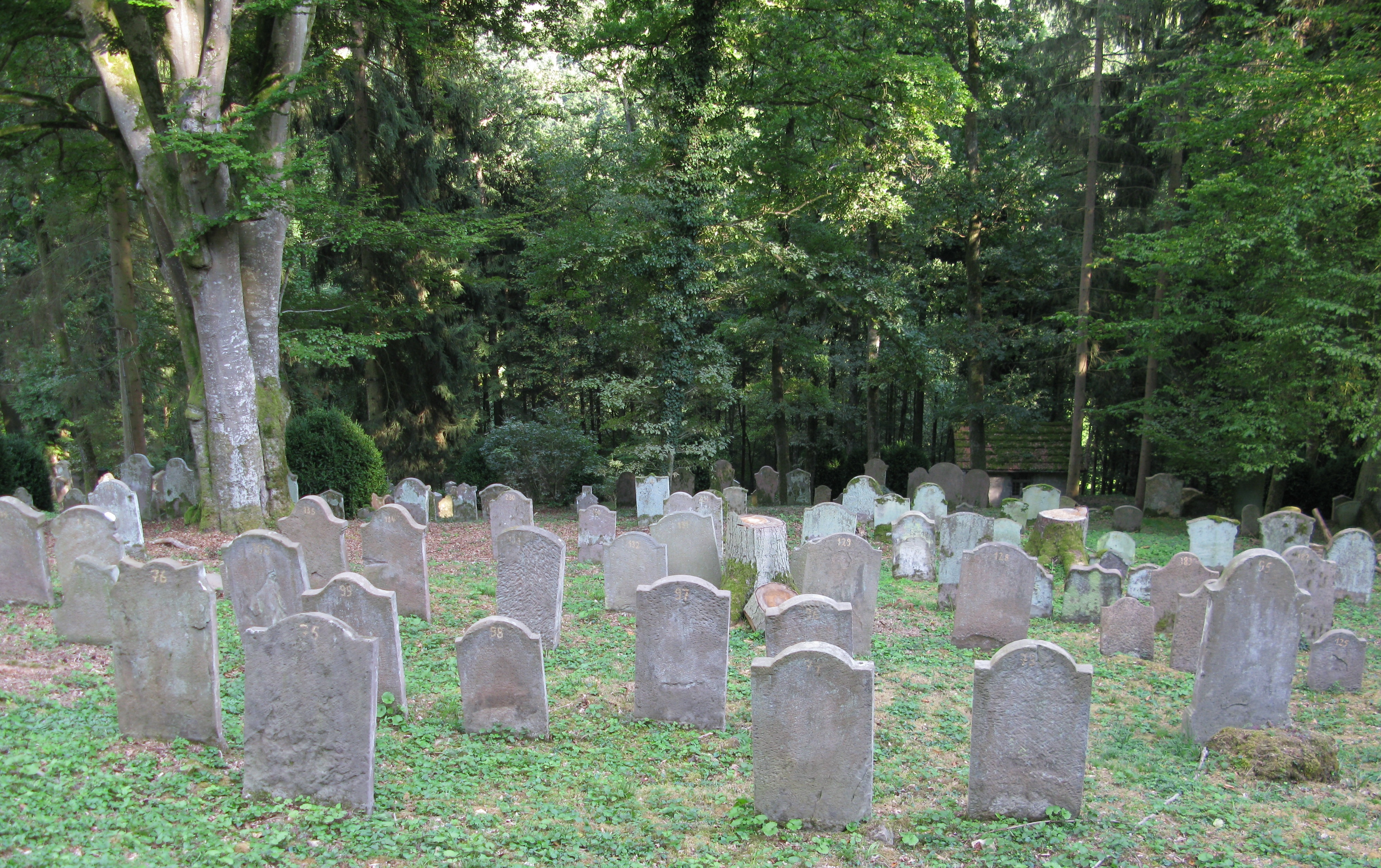
Jüdischer Friedhof in Mühringen

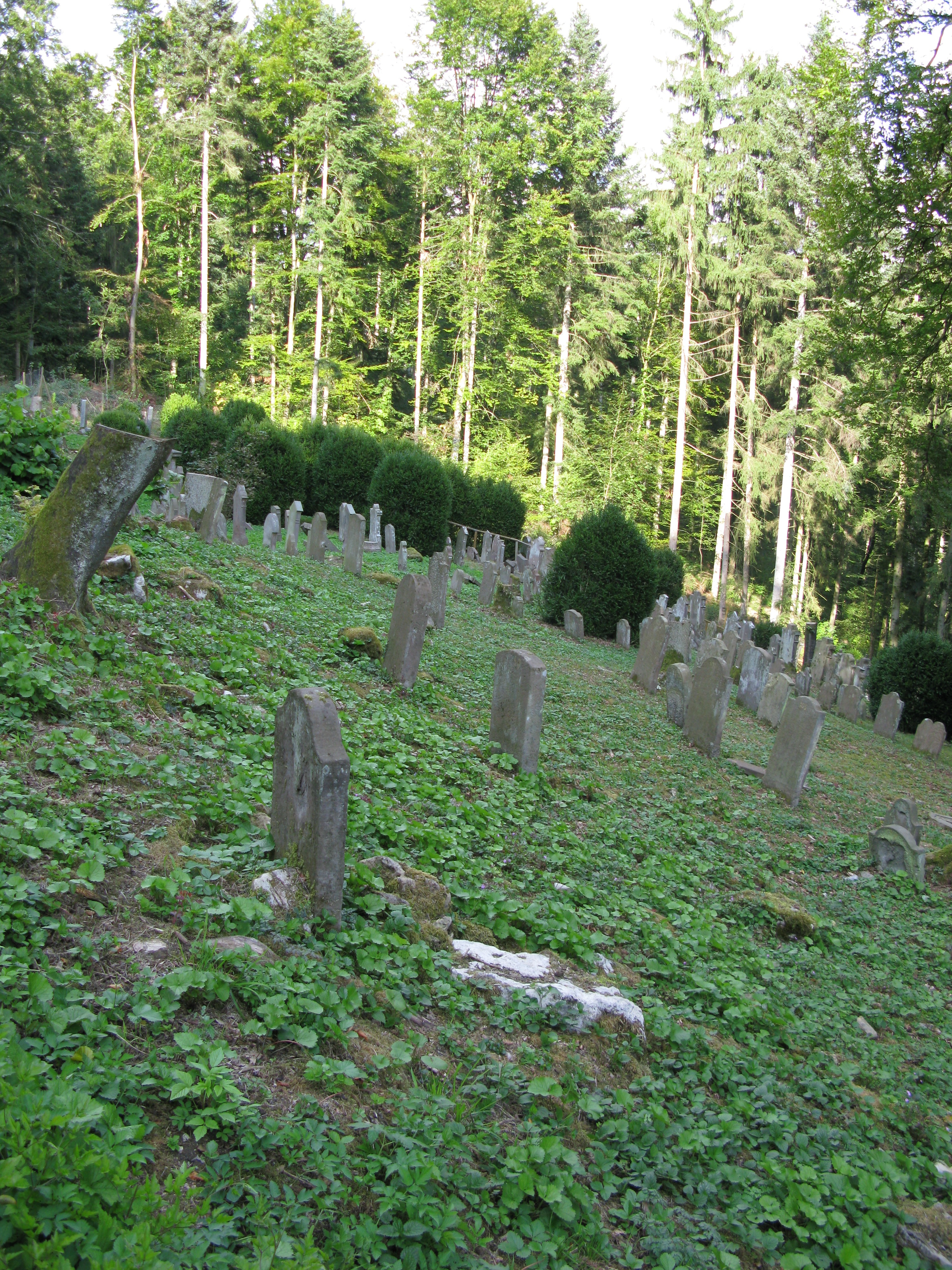
Jüdischer Friedhof in Mühringen

Der Jüdische Friedhof Mühringen in Mühringen, einem Stadtteil der Stadt Horb am Neckar im Landkreis Freudenstadt im nördlichen Baden-Württemberg, ist ein geschütztes Kulturdenkmal. 
Der jüdische Friedhof Mühringen, der sich in der Flur Totenhau befindet, wurde wahrscheinlich in der Mitte des 16. Jahrhunderts angelegt. Ab dem 17. Jahrhundert wurde er zum Verbandsfriedhof der jüdischen Gemeinden von Dettensee, Haigerloch, Hemmendorf, Horb, Mühlen, Mühringen, Poltringen und Rexingen. Auf einer Fläche von 64,85 Ar befinden sich heute noch 828 Grabsteine (Mazevot). Nach einer Quelle von 1875 stammte der damals älteste Grabstein aus dem Jahr 1697.